# New Tecumseth—Gwillimbury
Circonscription électorale fédérale du Canada
New Tecumseth—Gwillimbury est une circonscription électorale fédérale canadienne située en Ontario.

## Géographie
La circonscription est située dans la province de l'Ontario au nord de la ville de Toronto. Elle comprend les villes de Bradford West Gwillimbury et de New Tecumseth ainsi qu'une partie de la ville de East Gwillimbury.
Les circonscriptions limitrophes sont Dufferin—Caledon, Simcoe—Grey, Barrie-Sud—Innisfil, York—Durham, Newmarket—Aurora et King—Vaughan.

### Historique
La circonscription de New Tecumseth—Gwillimbury est créée en 2023 à la suite du redécoupage électoral de 2022-2023 à partir de Simcoe—Grey et York—Simcoe. 

## Députés
| Législature                                                   | Années        | Député        | Parti | Parti        |
| ------------------------------------------------------------- | ------------- | ------------- | ----- | ------------ |
| New Tecumseth—Gwillimbury issue de Simcoe—Grey et York—Simcoe |               |               |       |              |
| 45e                                                           | 2025–en cours | Scot Davidson |       | Conservateur |